# Уорн, Кейт
Кейт Уорн (англ. Kate Warne, ок. 1833 — 28 января 1868) — первая женщина-детектив в Соединенных Штатах Америки, работавшая в агентстве Пинкертона. Она сыграла важную роль в предотвращении Балтиморского заговора 1861 года, направленного против избранного президента Авраама Линкольна, занималась вербовкой женщин в агентство Пинкертона и проводила разведывательную работу для Союза во время Гражданской войны в США.

## Ранние годы
Информации о жизни Кейт Уорн до работы в агентстве Пинкертона мало. Известно, что она родилась в Эрине, штат Нью-Йорк, и к 23 годам стала вдовой.
В 1856 году Уорн пришла в агентство Пинкертона по объявлению в местной газете, чтобы устроиться на работу детективом. Первоначально Аллан Пинкертон сомневался, стоит ли нанимать женщину. Однако Уорн убедила его, что её навыки работы под прикрытием будут полезны.
В 1858 году она участвовала в раскрытии дела о присвоении средств в компании Adams Express, сумев войти в доверие к жене главного подозреваемого, что привело к осуждению преступника. В 1860 году Пинкертон поставил Уорн во главе нового женского детективного бюро (англ. Female Detective Bureau), расположенного в Чикаго, штат Иллинойс.

## Балтиморский заговор
В 1861 году Аллан Пинкертон, нанятый президентом железной дороги Филадельфии, Вилмингтона и Балтимора Самуэлем Х. Фелтоном для расследования деятельности сторонников сецессии, обнаружил заговор против Авраама Линкольна. Пинкертона сопровождали его агенты, включая Кейт Уорн.
Уорн используя псевдонимы, такие как миссис Черри и миссис М. Барли, проникла в круги сторонников сецессии в Балтиморе. Её работа под прикрытием позволила выявить ключевые детали заговора, суть которого заключалась в нападении на Линкольна во время пересадки между железнодорожными станциями в Балтиморе.
Пинкертон поручил Уорн доставить письмо с предупреждением Норману Б. Джудду, члену Палаты представителей от Иллинойса, что привело к встрече между Пинкертоном, Уорн и Линкольном 21 февраля 1861 года. Первоначально скептически настроенный, Линкольн был убежден в угрозе после подтверждения этой информации Фредериком У. Сьюардом, помощником государственного секретаря США Уильяма Г. Сьюарда.
Линкольн согласился принять меры предосторожности и позволил детективам разработать план его поездки через Балтимор. Переодетый больным, Линкольн в сопровождении Уорн и других агентов успешно добрался до Балтимора, а затем отбыл в Вашингтон.

## Гражданская война в США
Вскоре после инаугурации президента Авраама Линкольна, 12 апреля 1861 года началась война между Союзом и Конфедерацией. Через девять дней Аллан Пинкертон написал Линкольну письмо с предложением услуг своего детективного агентства. Однако прежде чем Линкольн успел ответить, генерал-майор Джордж Б. Макклеллан попросил Пинкертона создать службу военной разведки при своем штабе. Поэтому к концу июля 1861 года Пинкертон отправил Кейт Уорн, Тимоти Уэбстера, а затем и Джорджа Бэнгса на запад, чтобы создать штаб в Цинциннати, штат Огайо, для сопровождения дивизии Макклеллана.
Уорн активно участвовала в сборе информации под прикрытием, проникая на светские мероприятия южан и собирая ценные сведения среди высшего класса.

## После Гражданской войны
После войны Кейт Уорн участвовала в расследовании нескольких громких дел. Одно из них касалось убийства банковского служащего Джорджа Гордона, в ходе которого она смогла выяснить местонахождение украденных денег, войдя в доверие к жене главного подозреваемого. В другом случае, работая под прикрытием гадалки, она получила информацию о попытке отравления жертвы.
В то же время Уорн постоянно координировала работу других женщин-детективов агентства Пинкертона.

## Смерть

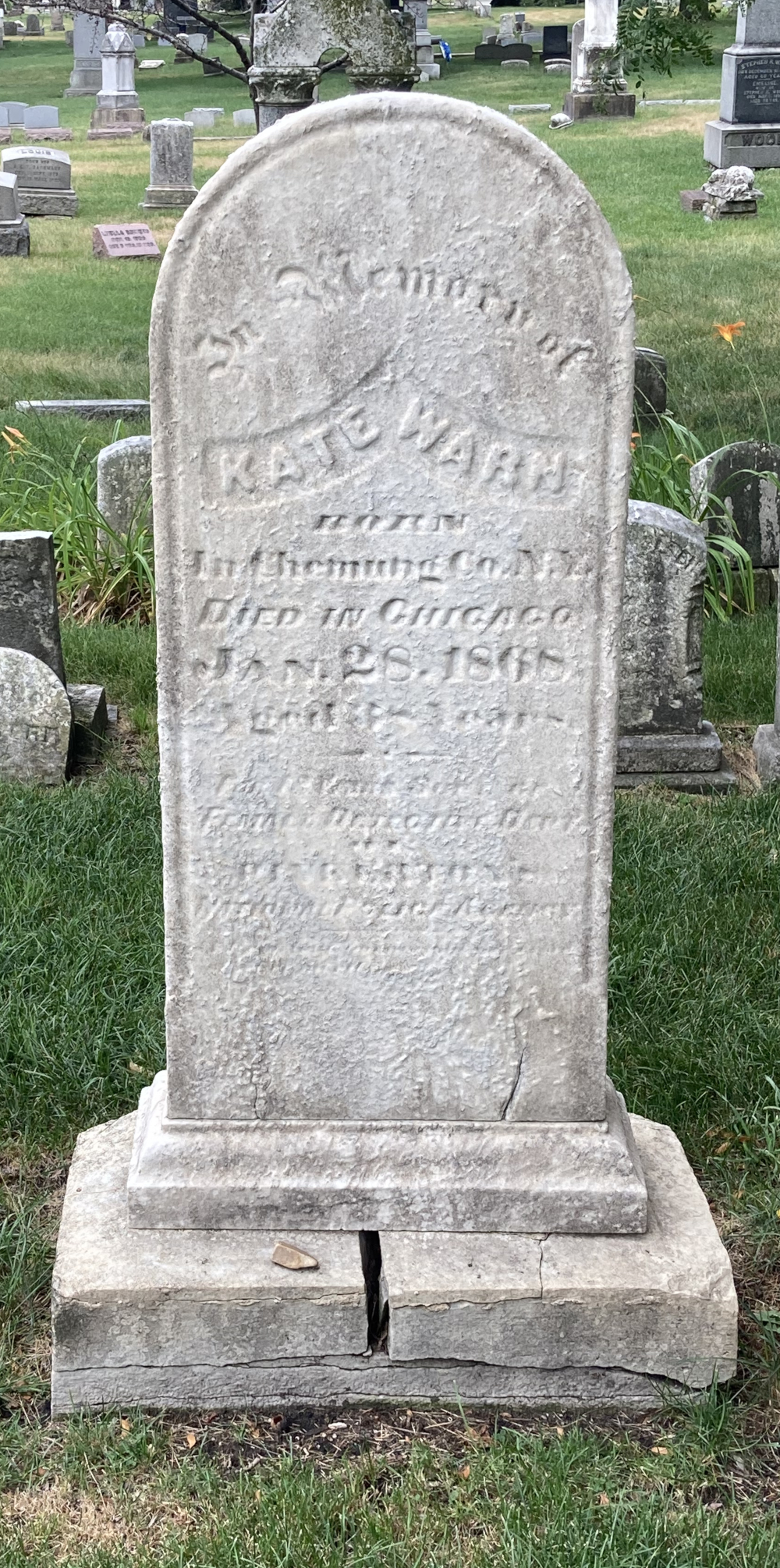
Могила Кейт Уорн на кладбище Грейсленд

Кейт Уорн была похоронена 28 января 1868 года на семейном участке Пинкертонов на кладбище Грейсленд в Чикаго. На ее надгробном камне под неправильно написанной фамилией «Warn» написано, что она умерла от «застойных явлений в легких». Предположительно Уорн умерла от пневмонии.

## В массовой культуре
В сериале 2014 года Пинкертоны на Channel Zero Кейт Уорн сыграла Марта Макайзек. Сериал снят в сотрудничестве с детективным агентством Пинкертона.
В 2015 году Кейт Ханниган опубликовала исторический роман «Помощник детектива» (англ. The Detective’s Assistant), основанный на делах Уорн. В 2016 году Элизабет Ван Стинвик выпустила книжку с картинками об Уорн. В 2017 году вышел роман Грир Макаллистер «Девушка в маскировке» (англ. Girl in Disguise), где Уорн является главной героиней.
В мини-сериале 2022 года канала History Channel «Авраам Линкольн» Кейт Уорн в исполнении Натали Робби сопровождает новоизбранного Авраама Линкольна в Вашингтон.